# استان توماس فریاس
استان توماس فریاس (به اسپانیایی: Provincia de Tomás Frías) یکی از استان‌های بولیوی در بولیوی است که در شهرستان پوتوسی واقع شده‌است. استان توماس فریاس ۳٬۴۲۰ کیلومتر مربع مساحت و ۱۷۶٬۹۲۲ نفر جمعیت دارد.